# Hossein Soudipour
Hossein Soudipour (in persiano حسین صعودی‌پور‎; Teheran, 21 marzo 1921 – 13 settembre 2017) è stato un cestista e allenatore di pallacanestro iraniano.

## Carriera
Con l'Iran ha partecipato ai Giochi olimpici di Londra 1948.
Ha inoltre guidato l'Iran dal 1966 al 1968.